# Садовий (Переволоцький район)
Садо́вий (рос. Садовый) — селище у складі Переволоцького району Оренбурзької області, Росія.

## Населення
Населення — 650 осіб (2010; 654 у 2002).
Національний склад (станом на 2002 рік):
- росіяни — 73 %